# Маг (тарот карта)
Маг (I), такође познат као Чаробњак или Жонглер, је први адут или карта Велике Аркане у већини традиционалних тарот шпилова. Користи се за играње и гатање.
У контексту карташке игре, еквивалент је Пагат који је најнижи адут, познат и као atouts или honours. У окултном контексту, адути су реконтекстуализовани као Велике Аркане и додељено им је сложено езотерично значење. Маг се у таквом контексту тумачи као прва нумерисана и друга укупна карта Велике Аркане, која је наследила Луду, која није нумерисана или означена је са 0. Маг као објекат окултног проучавања тумачи се као симбол моћи, потенцијала и уједињења физичког и духовног света.

## Иконографија
У француском Le Bateleur, „шарлатан“ или „уметник са лукавством “, је практичар сценске магије. Италијанска традиција га назива Il Bagatto или Il Bagatello. Илустрација у шпилу Мантењо Тароки која одговара Мађионичару је означена са Artixano, тј. Занатлија; то је друга илустрација у серији, надмашујући само Просјака. Визуелно, дрворези из 18. века одражавају раније иконичке представе и могу се упоредити са слободним уметничким приказима у ручно осликаним таротима из 15. века направљеним за породице Висконти и Сфорца. На сликаним картама које се приписују Бонифацију Бембо, чини се да се маг игра чашама и лоптама.
У езотеричним шпиловама, окултисти, почевши од Освалда Вирта, претворили су Le Bateleur из шарлатана у мага. Криви обода мађионичарског шешира на слици Марсејског шпила су слични математичком знаку бесконачности езотеричног шпила. Слично томе, додани су и други симболи. Суштинско на илустрацији је да је маг поставио привремени сто на отвореном, приказујући предмете који представљају обележја Малих Аркана: Пехари, Новчићи, Мачеви. Штап као четврто обележје Мале Аркане, маг држи у руци. Штап је касније промењен да представља дословни магичарски штапић.
Илустрацију тарот карте „Маг“ из тарот шпила Рајдер–Вејт развио је А. Е. Вејт за Херметички орден Златне зоре 1910. године. Вејтов маг изнад главе носи симбол бесконачности и Уробор појас, оба симболизујући вечност. Фигура стоји у цветној башти, како би имплицирала испољавање и неговање жеља.
- Висконти-Сфорца тарот (око 1451)
- Тарот Шарла V (15. бек)
- Сола Буска (1491)
- Jean Dodal (1701–1715)
- F. I. Vandenborre (1780)
- Besançon (око 1820–1830)
- Florence Minchiate (1860–1890)
- F. F. Solesio (1865)
- Lequart (1890)
- Grand Etteilla (око 1890–1910)
- Papus (1909)
- Рајдер-Вејт (1909)

## Симболизам

### Рајдер–Вејт
Маг је приказан са једном руком окренутом нагоре према небу, а другом надоле према земљи, што се широко тумачи као „како горе, тако и доле“ референца на духовни и физички свет. На столу испред њега су штап, пентаграм (новчић), мач и пехар, који представљају четири обележја Мале Аркане. Такви симболи означавају класичне елементе ватре, земље, ваздуха и воде, „који леже као тезге пред адептом, а он их прилагођава како хоће“. Магова десна рука, окренута нагоре, држи бели штапић са два краја; крајеви се тумаче слично као покрети рукама, у томе што представљају магов статус као проводника између духовног и физичког света. Његова туника на сличан начин је беле боје као симбол чистоће, али и неискуства, док је његов огртач црвене боје као симбол снаге воље и страсти, као и егоизма, беса и освете. Испред Мага је башта шаронских  ружа и ђурђевка која демонстрира „културу тежње“, или Магову способност да култивише и испуни потенцијал.
Маг је повезан са планетом Меркур, па отуда и знаци Близанаца и Девице у астрологији.

### Марсеј
Иако се шпил тарота Рајер-Вејт најчешће користи у окултним контекстима, други шпилови као што је тарот из Марсеја који се обично користи за играње игара такође су читани кроз симболичко сочиво. Читање Мађионичара као Le Bateleur од стране Алехандра Ходоровског скреће пажњу на појединачне детаље Марсејске карте, као што су прсти, сто и приказ биљака, поред елемената заједничких између шпилова Рајдер-Вејт и Марсеј. Маг у шпилу из Марсеја је приказан са шест прстију на левој руци  а не са пет, што Ходоровски тумачи као симбол манипулације и реорганизације стварности. Слично томе, сто иза којег стоји има три ноге, а не четири; четврта нога се тумачи као изван карте, метафикционална изјава да „Маг даје конкретан израз својој ситуацији изласком из стадијума могућности и померањем у стварност акције и избора“.
Уместо цвећа, Маг из Марсеја је приказан са малом биљком између стопала. Биљка има јонски изглед и тумачена је или као полни органи сопствене мајке или као апстрактни концепт мајке природе.

## Гатање
Као и друге карте Велике Аркане, Маг је предмет сложене и опсежне анализе у погледу његових окултних тумачења. На ширем нивоу, Маг се тумачи енергијом, потенцијалом и испољавањем нечијих жеља; карта симболизује сусрете физичког и духовног света („како горе, тако и доле”) и спровод који претвара духовну енергију у акцију стварног света.
Стручњаци за тарот су повезали Мага са Лудом, који му директно претходи у шпилу; Рејчел Полак говори о карти као о „слици чаробњака преваранта“. Посебно важан аспект визуелне симболике карте у шпилу Рајдер-Вејт су руке мага, при чему је једна рука усмерена ка небу, а другом ка земљи. Полак и други писци ово схватају као одраз херметичког концепта „како горе, тако и доле“, где деловање макрокосмоса (универзума као целине, схваћеног као живо биће) и микрокосмоса (људско биће, схваћено као универзум) тумаче се као инхерентно испреплетене једна са другом. За Полака, Маг је метафизички громобран, који каналише макрокосмичку енергију у микрокосмос.
Према књизи А. Е. Вејта из 1910. Сликовни кључ за тарот, карта мага је повезана са божанским мотивом у човеку. Конкретно, Вејт тумачи Мага кроз гностичко сочиво, повезујући карту са бројем осам (са којим је симболом бесконачности визуелно повезан) и гностичким концептом Огдоада, духовног препорода у скривено осмо небеско царство. Поменути симбол бесконачности изнад Магове главе такође се тумачи као симбол Светог Духа, пророчки и теофанијски аспект Тројства.